# Lacconotopedilus elongatus
Lacconotopedilus elongatus es una especie de coleóptero de la familia Mycteridae.

## Distribución geográfica
Habita en Tanganica.